# پرتاب کفش به سمت بوش
در ۱۴ دسامبر ۲۰۰۸، خبرنگار عراقی منتظر الزیدی در حین یک کنفرانس مطبوعاتی مشترک با نخست‌وزیر عراقی نوری المالکی در بغداد، کفش‌های خود را درآورد و به سمت رئیس‌جمهور ایالات متحده جرج بوش پرتاب کرد. بوش به سرعت خم شد و از برخورد کفش‌ها به خودش جلوگیری کرد. کفش دوم به پرچم ایالات متحده که در پشت بوش قرار داشت، برخورد کرد. الزیدی بلافاصله پس از این اقدام، توسط نیروهای امنیتی بازداشت شد، لگد خورد و از اتاق خارج بیرون برده شد.
الزیدی به سه سال حبس محکوم شد که این مدت به دو سال کاهش یافت. در ۱۵ سپتامبر ۲۰۰۹، پس از گذراندن نه ماه حبس، به دلیل نداشتن سابقه کیفری قبلی آزاد شد.
از آن زمان، حوادث پرتاب کفش‌های بسیاری در سطح بین‌المللی رخ داده است.